# Koekelare

Koekelare (pronunciación: [ˈkukəl̪äːrə]) es un municipio de la región de Flandes, en la provincia de Flandes Occidental, Bélgica. En enero de 2018, Koekelare tenía una población de 8.784 personas. El área total es de 39,19 km² lo que da una densidad de población de 224,17 habitantes por km².

## Geografía

### Secciones del municipio
El municipio comprende los antiguos municipios, que se fusionaron en 1977:
| - Koekelare - Bovekerke - Zande |

## Demografía

### Evolución
Todos los datos históricos relativos al actual municipio, el siguiente gráfico refleja su evolución demográfica, incluyendo municipios después de efectuada la fusión el 1 de enero de 1977.
| Gráfica de evolución demográfica de Koekelare entre 1846 y 2020 |
|                                                                 |

- Datos: Q822795
- Multimedia: Koekelare / Q822795

1. ↑  Worldpostalcodes.org, código postal n.º 8680.